# Grijskopsnijdervogel
De grijskopsnijdervogel (Orthotomus cinereiceps) is een zangvogel uit de familie Cisticolidae die alleen voorkomt in de Filipijnen.

## Leefgebied en verspreiding
De grijskopsnijdervogel leeft in primaire en secundaire bossen en bosranden tot 1000 meter. De vogel komt voor in het zuiden van de Filipijnen en telt twee ondersoorten:
- O. c. obscurior: westelijk Mindanao.
- O. c. cinereiceps: Basilan.

## Status
De grootte van de populatie is niet gekwantificeerd maar de soort wordt omschreven als vrij algemeen. Op de Rode lijst van de IUCN heeft deze soort de status niet bedreigd.